# Liste der vom Guide Michelin ausgezeichneten Restaurants in Dänemark
In der Liste der vom Guide Michelin ausgezeichneten Restaurants in Dänemark finden sich alle Restaurants, die mit mindestens einem Stern ausgezeichnet wurden (Stand 2022).
1983 wurde erstmals ein dänisches Restaurant vom Guide Michelin ausgezeichnet. Es handelte sich hierbei um den Kong Hans Kælder und La Cocotte im Hotel Richmond. Insgesamt stehen 2022 29 Restaurants auf der Liste. Zwei sind mit drei Sternen, der höchsten Auszeichnung, und acht sind mit zwei Sternen bewertet worden, die übrigen mit einem. 15 der ausgezeichneten Restaurants befinden sich im Einzugsgebiet von Kopenhagen, wobei vor 2015 nur dieses Gebiet getestet wurde.

## Übersicht
| Ausgezeichnete Restaurants           | Ausgezeichnete Restaurants | Ausgezeichnete Restaurants | Ausgezeichnete Restaurants                                             | Ausgezeichnete Restaurants |
| Sterne                               | Restaurant | Beschreibung | Ort                                                                    | Bild                       |
| ------------------------------------ | --- | --- | ---------------------------------------------------------------------- | -------------------------- |
|                                      | Geranium | 2012 wurde dem Restaurant erstmals ein Michelin-Stern zugeteilt. 2014 kam ein weiterer hinzu. 2016 dann der dritte. Der Küchenchef Rasmus Kofoed gewann zudem jeweils Gold (2011), Silber (2007) und Bronze (2005) beim Lyoner Gourmetwettbewerb Bocuse d’Or. | Kopenhagen-Østerbro (beim Stadion Parken) 55° 42′ 14″ N, 12° 34′ 20″ O |                            |
| Noma                                 | Das Noma wurde 2003 von Claus Meyer und René Redzepi gegründet und ist auf die nordische Küche spezialisiert. Es wurde dreimal hintereinander vom Restaurant Magazine zum „besten Restaurant der Welt“ gekürt. 2024 wurde es geschlossen. | Kopenhagen-Christianshavn |                                                                        |                            |
|                                      | Alchemist | Das Alchemist ist im Besitz von Lars Seier Christensen sowie Rasmus Munk, der Chefkoch im Restaurant ist. Es wurde 2015 gegründet und lag zunächst in der Århusgade im Stadtteil Østerbro. 2019 zog es um auf die Refshaleøen. Im Jahr darauf erhielt es zwei Michelin-Sterne.                                                                                       | Kopenhagen-Refshaleøen                                                 |                            |
| AOC, Aarø & co.                      | Die früher unter der Leitung von Ronny Emborg zubereiteten Menüs widmen sich der neuen nordischen Küche. Der Küchenchef gewann 2007 den Titel „Koch des Jahres“ bei der „kulinarischen Olympiade“ Bocuse d’Or in Lyon. Seit 2013 ist Søren Selin Küchenchef und konnte den Stern halten. 2015 bekam das Restaurant unter Selin einen zweiten Stern verliehen. | Kopenhagen-Innenstadt (im Moltkes Palæ) 55° 41′ 0″ N, 12° 35′ 21″ O |                                                                        |                            |
| Frederikshøj                         | Frederikshøj wurde 2006 von Küchenchef Palle Enevoldsen gegründet und serviert eine Mischung aus Nouvelle Cuisine, Molekularer und Neuer Nordischer Küche. 2015, als zum ersten Mal Aarhus' Restaurants bewertet wurden, bekam es unter Küchenchef Wassim Hallal seinen ersten Stern verliehen. 2022 erhielt es seinen zweiten Stern. | Aarhus 56° 7′ 30″ N, 10° 12′ 32″ O |                                                                        |                            |
| Henne Kirkeby Kro                    | Er erhielt 2016 einen Stern. 2017 einen weiteren. Das Restaurant verwendet vorzugsweise lokale Zutaten, die auch aus dem hauseigenen Küchengarten kommen. Chefkoch ist der Brite Paul Cunningham. | Henne Kirkeby 55° 43′ 37″ N, 8° 14′ 32″ O |                                                                        |                            |
| Kadeau                               | Beim Kadeau in Christianshavn handelt es sich um einen Ableger des gleichnamigen Restaurants auf Bornholm. Hier wie dort werden Spezialitäten aus Bornholmer Zutaten serviert. | Kopenhagen-Christianshavn 55° 40′ 20″ N, 12° 35′ 19″ O | Bild gesucht BW                                                        |                            |
| KOKS                                 | Das Restaurant lag in Kirkjubøur und sein Chefkoch ist Poul Andrias Ziska, während Karin Visth als Sommelier dort tätig ist. Das Restaurant setzt auf färöische Zutaten der Jahreszeit, weshalb ihr Menu viel Fisch und Meeresfrüchte enthält. Umzug nach Leynavatn | Kirkjubøur Leynavatn 62° 7′ 47″ N, 7° 1′ 1″ W |                                                                        |                            |
| Kong Hans Kælder                     | Die Küche des 1976 eröffneten Restaurants stand seit 1996 unter der Leitung von Thomas Rode Andersen. Im März 2014 verlor das zu diesem Zeitpunkt renoviert werdende Restaurant nach dreißig Jahren seinen Stern und Rode Andersen verließ im Juni 2014 das Restaurant. 2016 erhielt es unter der Leitung von Küchenchef Mark Lundgaard wiederum einen Stern. | Kopenhagen-Innenstadt 55° 40′ 44″ N, 12° 35′ 2″ O |                                                                        |                            |
| Jordnær                              | Das Ehepaar Eric Vildgaard, Chefkoch, und Tina Kragh Vildgaard, Restaurantchef, betreiben das Jordnær. Eric hat drei Jahre im Noma gearbeitet. Dementsprechend ist auch die Küche neunordisch. Torsten Vildgaard, Chefkoch beim Stud!o,' ist sein Bruder. Das 2017 eröffnete Jordnær erhielt 2018 einen Stern. | Gentofte |                                                                        |                            |
|                                      | Alouette | Alouette öffnete 2018. Es ist im Besitz von Nick Curtin, Koch, und seiner Ehefrau Camilla Hansen, die für das Organisatorische verantwortlich ist. 2019 erhielt das Restaurant einen Michelin-Stern. Das Alouette ist nur zum Abendessen geöffnet, teilt kein Menu aus und da es sehr klein ist, ist die Zeit, die man dort verweilen kann, im Vorhinein festgelegt. | Kopenhagen-Islands Brygge                                              |                            |
| Domestic                             | Morten Frølich Rasted, Christian Norton, Christian Neve und Ditte Susgaard betreiben das Domestic, das 2017 einen Michelin-Stern erhielt. Das am 20. Oktober 2015 eröffnete Restaurant setzt auf eine gemütliche, entspannte Atmosphäre. Küchenchef Christian Norton setzt auf selbsthergestellte Butter, Creme fraiche, Fruchtsäfte und Eingemachtes. Es werden biologische, lokale und saisonale Zutaten verwendet. | Aarhus |                                                                        |                            |
| Dragsholm Slot Gourmet               | Das Restaurant befindet sich im Keller des Dragsholm Slot. Chefkoch ist Claus Henriksen, der auf jahreszeitliche, lokale Zutaten wert legt, und Chefsommelier ist Peter Fagerland. | Hørve 55° 46′ 16″ N, 11° 23′ 26″ O |                                                                        |                            |
| formel B                             | Kristian Arpe-Møller, Chefkoch, und Rune Amgild Jochumsen, Sommelier, übernahmen 2003 formel B. Im Jahr darauf wurden sie mit einem Stern ausgezeichnet. Die klassischen Gerichte mit heimischen Zutaten stehen unter dem Einfluss der französischen Küche. | Frederiksberg 55° 40′ 14″ N, 12° 32′ 9″ O |                                                                        |                            |
| Frederiksminde                       | Das Restaurant befindet sich im Hotel Fredriksminde. Es erhielt 2016 unter der Leitung von Chefkoch Jonas Mikkelsen einen Stern. Es serviert eine neunordische Küche. | Præstø 55° 7′ 27″ N, 12° 2′ 56″ O |                                                                        |                            |
| Gastromé                             | Die Besitzer des Gastromé William Jørgensen und Søren Jacobsen haben das Restaurant im September 2014 eröffnet und im März des darauffolgenden Jahres bekamen sie ihren ersten Stern verliehen. Ihre Küche bezeichnen die beiden Köche als „Gourmet-Landküche“. | Aarhus 56° 9′ 28″ N, 10° 12′ 36″ O |                                                                        |                            |
| Jatak                                | Jonathan Tam, der zuvor Chefkoch im Relæ und im Blue Hill At Stone Barns gewesen war, eröffnete Mitte Januar 2022 das Jatak. Die Küche des Jatak kombiniert die nordische Küche mit ihrem Zutatenminimalismus mit vietnamesischen und chinesischen Aromen. | Nørrebro, Kopenhagen |                                                                        |                            |
| Kadeau Bornholm                      | Das Kadeau auf Bornholm serviert Spezialitäten aus Bornholmer Zutaten. Es erhielt 2016, ein Jahr nach seinem Kopenhagener Ableger, einen Stern. | Øster Sømarken 55° 0′ 17″ N, 14° 58′ 8″ O |                                                                        |                            |
| Kiin Kiin                            | 2006 eröffnet, zählt das der modernen thailändischen Küche verschriebene Kiin Kiin seit 2008 zu den Ein-Sterne-Restaurants. Aktuell ist es weltweit das einzige Sternerestaurant mit thailändischer Küche. | Kopenhagen-Nørrebro 55° 41′ 31″ N, 12° 33′ 26″ O |                                                                        |                            |
| Kokkeriet                            | Das Restaurant Kokkeriet bietet dänische Küche in klassischer und moderner Form zugleich. | Kopenhagen-Innenstadt (Nähe Wohnquartier Nyboder) 55° 41′ 15″ N, 12° 35′ 6″ O |                                                                        |                            |
| Lyst                                 | | Vejle |                                                                        |                            |
| Marchal                              | Ronny Emborg ist Chefkoch des Marchal, welches sich im Hotel d’Angleterre am Kongens Nytorv befindet. Das Restaurant, dessen Gerichte eine Mischung der klassischen französischen und der neuen nordischen Küche sind, ist 2014 mit einem Stern bewertet worden. | Kopenhagen-Innenstadt (Kongens Nytorv) 55° 40′ 50″ N, 12° 35′ 5″ O |                                                                        |                            |
| ME/MU                                | Das Ehepaar Mette Derdau, Chefsommelier, und Michael Munk, Chefkoch, betreiben das im Sommer 2017 eröffnete Restaurant Memu. 2018 erhielt es einen Stern. | Vejle |                                                                        |                            |
| Mota                                 | | Nykøbing Sjælland |                                                                        |                            |
| Substans                             | Das Substans wird seit 2005 von dem Ehepaar Louise Mammen und René Tang Jensen betrieben. 2015 bekamen sie für ihre Mischung aus französischer und moderner dänischer Küche einen Stern zugeteilt. | Aarhus 56° 9′ 15″ N, 10° 12′ 12″ O |                                                                        |                            |
| Syttende                             | | Sønderborg |                                                                        |                            |
| Søllerød Kro                         | Die Einrichtung wird seit 1677 als Krug betrieben und reiht sich seit 2006 unter die dänischen Ein-Sterne-Restaurants ein. Der Stellvertreter des Küchenchefs Christian Ebbe, Souschef Jeppe Foldager, errang Ende Januar 2013 eine Silbermedaille bei der inoffiziellen Koch-WM Bocuse d’Or. | Holte (Rudersdal Kommune) 55° 48′ 48″ N, 12° 29′ 39″ O |                                                                        |                            |
| The Samuel                           | | Kopenhagen |                                                                        |                            |
| Ti Trin Ned                          | Ti Trin Ned in Fredericia wird vom Ehepaar Mette und Rainer Gassner betrieben. 2017 erhielt es einen Michelinstern. Die Küche hat sich keiner bestimmten Stilrichtung verschrieben, setzt allerdings auf lokale Zutaten. | Fredericia |                                                                        |                            |
| Ehemalige ausgezeichnete Restaurants | | |                                                                        |                            |
|                                      | | |                                                                        |                            |
| Clou                                 | Die Zwillingsbrüder Jonathan und Alexander Berntsen betreiben als Küchen- respektive Restaurantchef das Restaurant Clou mit angegliederter Vinothek. Ihr Essen ist keiner Küche zuordenbar. 2014 wurde das Restaurant mit einem Stern ausgezeichnet. | Kopenhagen-Innenstadt 55° 41′ 1″ N, 12° 35′ 7″ O | Bild gesucht BW                                                        |                            |
| Den Røde Cottage                     | Anita Klemensen war die erste dänische Köchin, die mit einer Michelin-Auszeichnung bedacht wurde. Das Røde Cottage schloss am 20. Dezember 2017. Von 2012 bis 2017 hielt es einen Michelin-Stern. | Klampenborg (Gentofte Kommune) 55° 46′ 59″ N, 12° 35′ 26″ O |                                                                        |                            |
| Era Ora                              | Das 1983 von Elvio Milleri und Edelvita Santos eröffnete Restaurant widmet sich der italienischen Küche. Es trägt seit 1997 den Michelin-Stern und wurde vier Mal zum „besten Restaurant Dänemarks“ gewählt. | Kopenhagen-Christianshavn 55° 40′ 24″ N, 12° 35′ 29″ O | Bild gesucht BW                                                        |                            |
| Grønbech & Churchill                 | Rasmus Grønbech kombiniert nach eigenen Angaben klassische und „verschmitzte“ Küche. 2016 wurde das Restaurant geschlossen. | Kopenhagen-Innenstadt 55° 41′ 16″ N, 12° 35′ 46″ O | Bild gesucht BW                                                        |                            |
| Nimb Herman / Nimb Louise            | Nach einem Chefkochwechsel im Mai 2012 wurde das Restaurant von Nimb Herman in Nimb Louise umbenannt und ein halbes Jahr später am 31. Dezember 2012 geschlossen. | Kopenhagen-Innenstadt (im Vergnügungspark Tivoli) 55° 40′ 25″ N, 12° 33′ 58″ O |                                                                        |                            |
| Relæ                                 | Die Kopenhagener Leser der dänischen Tageszeitung Politiken wählten das Relæ 2011 zum „Esslokal des Jahres“ (Årets spisested). | Kopenhagen-Nørrebro 55° 41′ 35″ N, 12° 32′ 36″ O |                                                                        |                            |
| Stud!o at the Standard               | Das Studio at the Standard ist eines der drei Restaurants, die ihre Adresse im Gebäudekomplex The Standard haben. Der Komplex ist eine Initiative Claus Meyers, und der Chefkoch Torsten Vildgaard hat jahrelang in leitender Position beim Noma gearbeitet. Dementsprechend werden dort Gerichte aus der neuen nordischen Küche serviert, die bisweilen jedoch auch internationale Zutaten wie Kakao und Foie gras enthalten. Kurz nach seiner Eröffnung am 3. Oktober 2013 ist 2014 dem Restaurant ein Stern verliehen worden. | Kopenhagen-Innenstadt (Nähe Nyhavn) 55° 40′ 40″ N, 12° 35′ 31″ O |                                                                        |                            |
| 108                                  | Das 108 gilt als kleiner Bruder des Noma. Es eröffnete 2016 kurz nach Nomas Schließung in unmittelbarer Nähe. Sein Miteigentümer und Küchenchef Kristian Baumann hat sowohl im Noma, Relæ als auch im 1.th. gearbeitet, und beratschlagt sich mit René Redzepi. Im Gegensatz zum Noma verwendet das 108 freizügiger nichtnordische Zutaten. 2017 erhielt es einen Michelinstern. | Kopenhagen |                                                                        |                            |